# 의령군의회
의령군의회는 경상남도 의령군 지역을 관할하는 기초의회이다.